# STS-26
STS-26はチャレンジャー号爆発事故後のスペースシャトルの飛行再開ミッションである。2年8ヶ月ぶりとなる1988年9月29日に打ち上げられた。オービタはディスカバリー号を使用。
このフライトから、STS-9以来となるSTS番号システムに戻された。またSTS-4以来初めて全員のクルーが、打ち上げと帰還時に与圧スーツを着用するようになった。
チャレンジャー号事故を受けてスペースシャトルには多数の改良が行われ、固体ロケットブースター(SRB)等が改良された他、帰還時に使える搭乗員脱出システムをこの飛行から装備するようになった。

## 内容
追跡・データ追跡衛星(TDRS)-Cを放出した。